# Trybliographa diaphana
Trybliographa diaphana är en stekelart som först beskrevs av Hartig 1841.  Trybliographa diaphana ingår i släktet Trybliographa, och familjen glattsteklar. Arten är reproducerande i Sverige.